# 김덕규 (바둑 기사)
김덕규(金德奎, 1949년 3월 14일 ~ )는 대한민국의 바둑 기사이다.

## 약력
인천 출신으로 1971년 프로바둑에 입단했다. 1983년 국수전과 대왕전, 제왕전 본선, 1984년 국수전 본선에 진출했다. 1985년 대왕전와 바둑왕전 본선, 1987년 바둑왕전 본선, 1989년 바둑왕전 본선에 올랐다. 2007년 8단을 거쳐 2015년 12월에 9단으로 승단하였다. 한국기원 감사와 제23대 프로기사회장을 지냈다.